# Cần-Vương-Bewegung

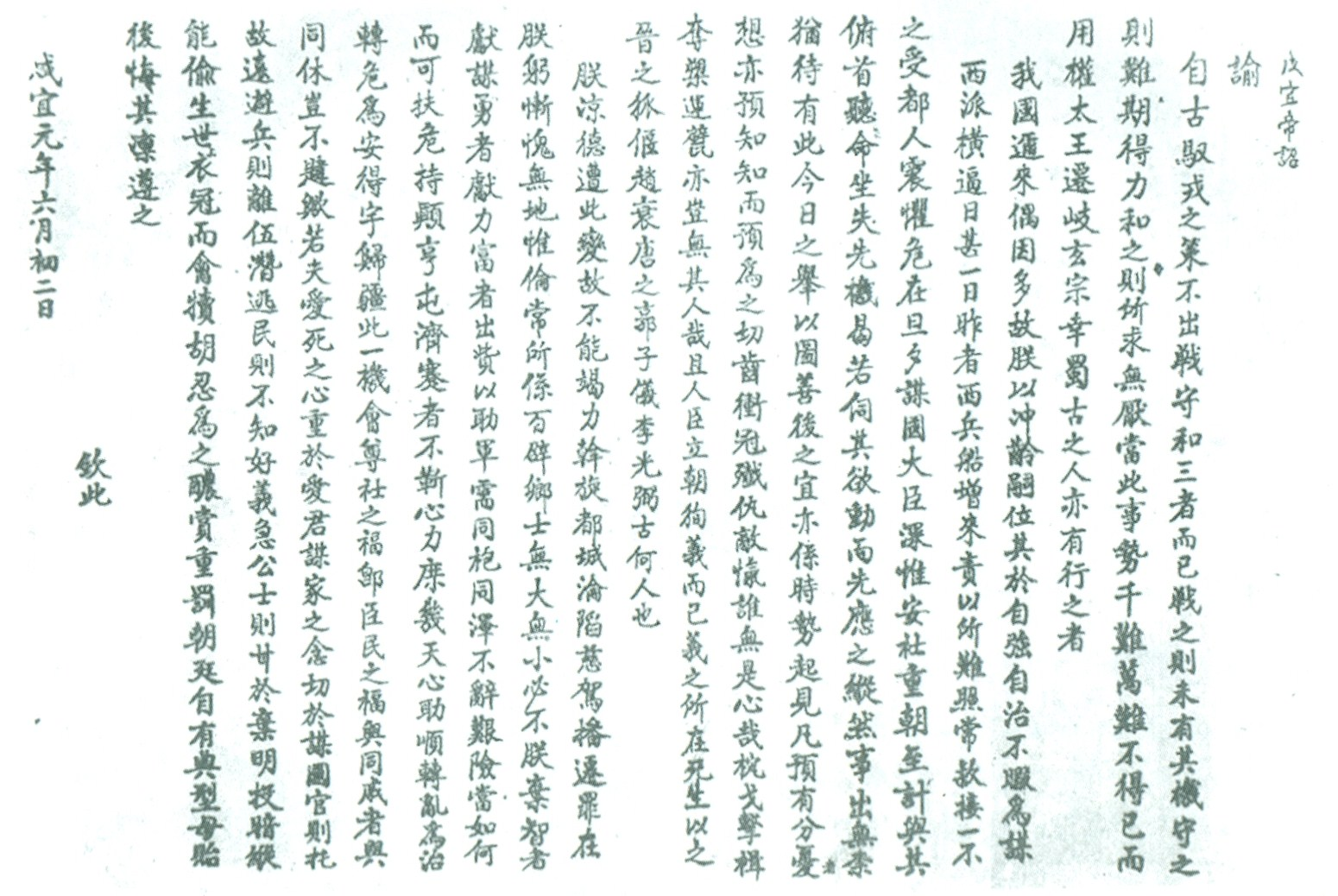
Replik des Textes der die Aufstandbewegung auslösenden kaiserlichen Proklamation aus dem 19. Jahrhundert

Die Cần-Vương-Bewegung (frei übersetzt Helft-dem-Monarchen-Bewegung) war eine monarchistische Widerstandsbewegung in Französisch-Indochina zur Zeit der Nguyễn-Dynastie. Die Bewegung wurde vom Regenten Tôn Thất Thuyết ins Leben gerufen, der sich auf den jugendlichen Kaiser Hàm Nghi als Galionsfigur stützte. Die Revolte begann im Juli 1885 nach Kampfhandlungen zwischen französischen Truppen und Nguyen-Soldaten unter dem Kommando von Ton That Thuyet. Daraufhin flohen der Hof unter seiner Führung mit dem Kaiser aufs Land. Dort proklamierte Ham Nghi per Dekret einen Aufruf zum Widerstand gegen die Franzosen und ihre vietnamesischen Helfer. Die französische Kolonialmacht stellte von 1885 bis 1896 Militäreinheiten für die Unterdrückung der Aufständischen ab. Die Bewegung erreichte ihren Höhepunkt 1887/1888 und verschwand 1896 nach dem Tod des letzten prominenten Anführers Phan Đình Phùng.
Nachfolgende Unabhängigkeitsbewegungen und deren Vordenker nahmen auf die Can-Vuong-Bewegung Bezug und es bestand eine personelle Kontinuität aus der Can-Vuong-Bewegung zu den Nationalisten des Zwanzigsten Jahrhunderts.

## Hintergrund
1862 hatte die Nguyễn-Dynastie der Abtretung von Cochinchina als Kolonie an Frankreich zugestimmt. Zur Ende der Herrschaft des Kaisers Tự Đức geriet der Kaiserhof erneut unter französischen Druck. 1883 erreichten die Franzosen eine dauerhafte Militärpräsenz in der Kaiserstadt Huế. Der vietnamesische Kaiserhof war weiterhin aufgrund seiner unterlegenen Machtposition auf Kooperation bedacht. Tu Duc verhielt sich passiv. Nach dem Ende des Chinesisch-Französischen Kriegs 1884 erreichte die Kolonialmacht weitere Zugeständnisse des Kaiserhofs Im Vertrag von Hue. Der Nordteil des Landes Tonkin sollte als Protektorat an die Franzosen übergehen. Die Souveränität über die Grenze zum Kaiserreich China sollte auch auf die Kolonialtruppen übergehen. Der Herrschaftsbereich des Kaisers wurde somit auf Annam beschränkt. Der Kaiserhof war nach dem Tod von Tu Duc seit 1883 in einer Nachfolgekrise, bei der die Regenten am Hof den jugendlichen Kaiser Hàm Nghi auf den Thron setzten. Der Regent Ton That Thuyet der seit 1862 auf einen Krieg gegen Frankreich drang nutzte die Instabilität am Hof um eine Rebellion gegen Frankreich vorzubereiten.

## Verlauf
Nach dem Ende des Chinesisch Französischen Kriegs 1885 versuchte Frankreich den im Vorjahr geschlossenen Vertrag umzusetzen. Die französische Seite bereitete seit dem Herbst 1884 bereits einen Militärputsch gegen den Kaiser vor, im Falle, dass der Kaiserhof nicht kooperieren würde.
In der Nacht zum 4. Juli 1885 führten vietnamesische Soldaten auf Befehl von Ton That Thuyet einen Angriff auf die französische Garnison in Hue durch. Im darauffolgenden Chaos floh dieser mitsamt dem Kaiser und seinem Hofgefolge zunächst nach Quang Tri. Von dort aus zogen sie sich in gebirgiges Terrain zurück. Ton That Thuyen formulierte den von Ham Nghi im Feld proklamierten Can-Vuon-Edikt, der die Untertanen des Kaisers zum landesweiten Widerstand gegen die Kolonialmacht aufrief.
Dem Aufruf wurde vielerorts Folge geleistet und es bildeten sich mehrere Guerillazentren um prominente Guerillaführer auf dem Land. So operierte Pham Din Phung zunächst in Than Hoa und im Verlauf sowohl in Tonkin und Annam. In Bac Giang bildete sich um Hoàng Hoa Thám eine Guerillabewegung, welche ebenso dem Aufruf folgte. Im Verlauf der Guerilla kam es zu Massakern gegen vietnamesischen Christen, die von den Rebellen als Verräter angesehen wurden. Die Bewegung erreichte 1886 ihren militärischen Höhepunkt, als sie in Ba Dinh in der Provinz Thanh Hoa eine befestigte Basis errichteten. Diese wurde von den Kolonialtruppen unter Einsatz von 3500 Soldaten, 3000 Kulis und 20 Artilleriegeschützen zerstört. Die Guerilla konnte zwar oftmals auf die Unterstützung der Landbevölkerung bauen ihr fehlte jedoch eine überregionale Organisation und Koordination. 1888 wurde Ham Nghi von den Kolonialbehörden gefangen genommen, nachdem er von seinen Bewachern verraten worden war.
Die französische Seite versuchte durch die Zusammenarbeit mit loyalen Mandarinen wie dem Großkanzler Hoàng Cao Khải das monarchische System für koloniale Zwecke einzuspannen. Hierzu setzten sie mithilfe loyaler Mandarine Đồng Khánh 1885 als Kaiser ein. 1886 gründeten sie mit der Garde indigène eine Militäreinheit aus Einheimischen, welche primär der Guerillabekämpfung diente. Die Kolonialmacht konnte durch zunehmendes Überziehen der besiedelten Regionen mit Garnisonen die Revolte mehr und mehr zurückdrängen. Ab 1891 konnte der kooptierte Kaiserhof in Hue mehr und mehr die örtlichen Beamten und Würdenträger motivieren, gegen die Unterstützer der Can-Vuong-Kämpfer vorzugehen. Nach und nach bildete sich eine duale Herrschaft zwischen Rebellen und den von den Kolonialisten kooptierten einheimischen Behörden. Im Delta des Roten Flusses, dem Hauptsiedlungsgebiet in Tonkin war die Kooperation mit den pro-französischen Kräften für die Zivilbevölkerung aufgrund der Lasten des Guerillakrieges am Höchsten. Der organisierte Widerstand der letzten Gruppen endete im Jahr 1896 als Pham Din Phung starb und auch Hoang Hao Tams Gruppe mit ihren letzten dreihundert Mann kapitulierte.

## Folgen
Die Can-Vuoan-Bewegung absorbierte soviel militärische Kapazität des Kolonialstaates, dass der kambodschanische König Norodom I. ausreichend Verhandlungsspielraum besaß, um den Vertrag von 1884, der die De-facto-Annexion seines Landes vorsah, durch Nichtkooperation zu hintertreiben. Die Kolonialbehörden in Saigon formalisierten diese Entscheidung in einer Revision des Vertrags im August 1886, da sie keinen Zweifrontenkrieg riskieren wollten.

## Rezeption
Die französischen Kolonialbehörden versuchten, die Rebellen in der Öffentlichkeit als Banditen oder Piraten darzustellen, obwohl sie sich über deren politische Ziele im Klaren waren. Spätere Freischärler gegen die französische Kolonialherrschaft und auch die nationalistische Bewegung bezogen sich auf die Can-Vuong-Bewegung als Vorbild. Der Vordenker des militanten vietnamesischen Nationalismus Phan Bội Châu hatte gute Kontakte zu Veteranen der Bewegung und sah sich als deren Erbe.
Nach der Machtübernahme in der Augustrevolution ließ Ho Chi Minh den zentralen Repräsentationsplatz in Hanoi in Ba-Đình-Platz umbenennen, um dem Widerstand bei Ba-Đình ein Denkmal zu setzen. Auf dem Platz befindet sich heute sein Mausoleum.